# Rojen 4. julija
Rojen 4. julija (angleško Born on the Fourth of July) je ameriški biografski vojni dramski film iz leta 1989, ki temelji na avtobiografiji Born on the Fourth of July Rona Kovica iz leta 1976. Režiral ga je Oliver Stone in zanj napisal scenarij skupaj s Kovicem, v glavnih vlogah pa nastopajo Tom Cruise, Kyra Sedgwick, Raymond J. Barry, Jerry Levine, Frank Whaley in Willem Dafoe. Film prikazuje Kovicevo (Cruise) življenje v več kot dvajsetletnem obdobju, osredotoča se na otroštvo, služenje vojske in paralizo med vietnamsko vojno ter njegov razvoj v protivojnega aktivista. To je drugi film iz Stonove trilogije o vietnamski vojni, prvi je bil Vod smrti (1986), tretji pa Nebo in zemlja (1993).
Producent Martin Bregman je leta 1976 pridobil pravice nad knjigo in najel Stona, tudi vietnamskega veterana, za pisanje scenarija skupaj s Kovicem, ki bi ga odigral Al Pacino. Leta 1978 je Stone odkupil pravice nad knjigo in film je obtičal, Pacino in Bregman pa sta ga zapustila. Po filmu Vod smrti je projekt prevzel Universal Pictures, Stone pa je prevzel tudi režijo. Glavno snemanje je potekalo med oktobrom in decembrom 1988 na Filipinih ter v Teksasu in Inglewoodu, skupaj je snemanje trajalo 65 snemalnih dni. Po ponovnem snemanju več prizorov so prekoračili načrtovani 14-milijonski proračun za skoraj 4 milijone USD. 
Film so premierno prikazali 20. decembra 1989 in je naletel na dobre ocene kritikov, ki so pohvalili zgodbo, Cruisovo igro in Stonovo režijo. Postal je tudi finančna uspešnica z več kot 161 milijoni USD prihodkov po svetu, s čimer je postal deseti najdonosnejši film leta. Na 62. podelitvi je bil nominiran za oskarja v osmih kategorijah, tudi za najboljši film, nagrajen pa je bil za režijo in montažo. Osvojil je tudi štiri zlate globuse, za najboljši dramski film, igralca v dramskem filmu (Cruise) ter režijo in scenarij. Ob tem je bil nominiran še za dve nagradi BAFTA in zlatega medveda.

## Vloge
- Tom Cruise kot Ron Kovic
- Willem Dafoe kot Charlie
- Kyra Sedgwick kot Donna
- Raymond J. Barry kot g. Kovic
- Jerry Levine kot Steve Boyer
- Frank Whaley kot Timmy
- Caroline Kava kot ga. Kovic
- Cordelia Gonzalez kot Maria Elena
- Ed Lauter kot poveljnik legije
- John Getz kot major
- Michael Wincott kot veteran št. 3
- Edith Díaz kot madame
- Richard Grusin kot trener
- Stephen Baldwin kot Billy Vorsovich
- Bob Gunton kot zdravnik št. 1
- Jason Gedrick kot Martinez
- Richard Panebianco kot Joey Walsh
- Anne Bobby kot Susanne Kovic
- David Warshofsky kot poročnik
- Reg E. Cathey kot govorec
- Josh Evans kot Tommy Kovic
- Bruce MacVittie kot pacient št. 2
- Lili Taylor kot Jamie Wilson
- David Herman kot pacient št. 1
- Andrew Lauer kot veteran št. 2
- Tom Sizemore kot veteran št. 1
- Bryan Larkin kot mladi Ron
- Jessica Prunell kot mlada Donna
- Tom Berenger kot nabornik
- Mark Moses kot optimistični zdravnik